# Калле, Антуан-Франсуа
Антуан-Франсуа Калле (фр. Antoine-François Callet; 1741—1823, Париж) — французский исторический и портретный живописец, придворный художник короля Людовика XVI.

## Биография
В 1764 году выиграл Римскую премию с картиной «Клеобис и Битон, тянущие повозку своей матери в храм Юноны» (фр. Cléobis et Biton conduisent le char de leur mère au temple de Junon). В 1779 году был принят в Академию живописи и скульптуры, где на приёмном экзамене представил портрет графа д’Артуа. С 1783 года выставлялся в Парижском Салоне. Написал центр потолка галереи в Люксембургском дворце, изобразив композицию под названием L’Aurore («Аврора»).
В годы Консулата и Первой империи он написал ещё несколько аллегорий, в том числе Allégorie du dix-huit brumaire ou la France sauvée (Аллегория 18 брюмера, или спасённая Франция, 1801, Версаль) и Allégorie de la bataille d'Austerlitz («Аллегория битвы при Аустерлице», 1806, Версальский дворец).